# Bahnhof Güstrow
Der Bahnhof Güstrow ging 1850 in Betrieb und entwickelte sich in den 1880er Jahren zu einem der wichtigsten Eisenbahnknoten in Mecklenburg. Seit den 1990er Jahren verlor der Bahnhof den größten Teil seiner Aufgaben im Fern- und Güterverkehr. Sein Empfangsgebäude und eine Reihe von weiteren Bauten im Bahnhofsbereich stehen unter Denkmalschutz.

## Lage

Übersichtsplan des Bahnknotens Güstrow 1914. Fett: Gleise mit Personenverkehr, mager: Gleise ohne Personenverkehr

Der Bahnhof liegt in der Stadt Güstrow im Landkreis Rostock in Mecklenburg-Vorpommern nördlich des Stadtzentrums, etwa 600 Meter vom Marktplatz entfernt. Der Bahnhof ist mit der Innenstadt über die Eisenbahnstraße verbunden, die östlich der Bahnsteige die Gleise auf einem Bahnübergang kreuzt. Das Empfangsgebäude liegt auf der der Innenstadt zugewandten Seite der Gleisanlagen.
Der Bahnhof Güstrow liegt am Streckenkilometer 113,3 der Bahnstrecke Lübeck–Strasburg, gezählt von Lübeck Hauptbahnhof. Die Strecke verläuft annähernd in West-Ost-Richtung, im Bahnhofsbereich von Nordwesten nach Südosten. Der Bahnhof ist Ausgangspunkt (Streckenkilometer 0,0) der Bahnstrecke Güstrow–Schwaan. Die Strecken Richtung Bützow (– Lübeck) und Schwaan verlaufen vom Bahnhof zunächst parallel, ihre Trassen trennen sich etwa drei Kilometer nordwestlich des Bahnhofsgebäudes. Im drei Kilometer östlich vom Bahnhof Güstrow gelegenen Bahnhof Priemerburg zweigen die Bahnstrecke Priemerburg–Plaaz Richtung Nordosten und die Strecke nach Meyenburg Richtung Süden von der nach Neubrandenburg – Strasburg ab. Das nördliche Streckengleis zwischen Güstrow und Priemerburg gehört nominell zur Strecke nach Strasburg, das südliche zur Strecke nach Meyenburg, der Bahnhof Güstrow liegt dabei am Streckenkilometer 59,8, gezählt von der Landesgrenze nördlich von Meyenburg.

## Geschichte

### Die Anfänge

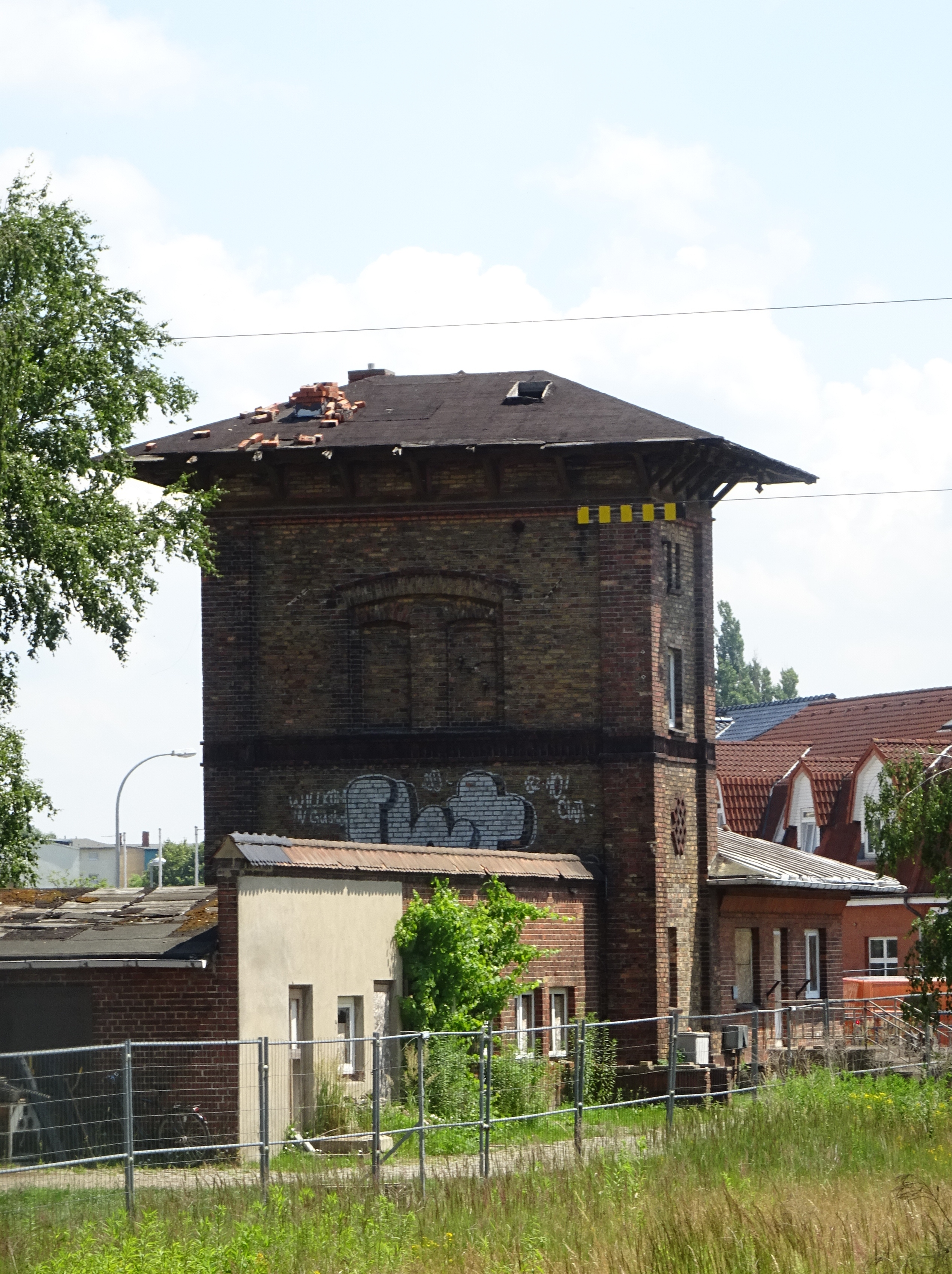
1850 erbaute Wasserstation, später als Bahnmeisterei genutzt.

Die erste Eisenbahn in Mecklenburg war die Berlin-Hamburger Eisenbahn, die 1846 in Betrieb ging und von einer preußischen Gesellschaft gebaut worden war. Das Großherzogtum Mecklenburg-Schwerin war sehr an einer weiteren Erschließung der großen Städte des Landes interessiert. 1847 eröffnete die Mecklenburgische Eisenbahn-Gesellschaft (MEG) die Verbindung vom Bahnhof Hagenow in die Hauptstadt Schwerin und im Folgejahr deren Verlängerung nach Wismar. Im Anschluss wurde von Kleinen (heute Bad Kleinen) die Strecke nach Rostock gebaut, die eine im Bahnhof Bützow beginnende Zweigbahn nach Güstrow erhielt. Beide Strecken und damit auch der Bahnhof Güstrow wurden am 12. Mai 1850 feierlich eröffnet. Das Bahnhofsgebäude wurde erst 1855 eröffnet, bis dahin war Güterschuppen als provisorisches Empfangsgebäude genutzt worden.
Ein gutes Jahrzehnt später begann der Bau weiterer Bahnstrecken in Mecklenburg-Schwerin. 1861 wurde die Großherzogliche Friedrich-Franz-Eisenbahn, später Großherzoglich Mecklenburgische Friedrich-Franz-Eisenbahn (MFFE), gegründet. In dieser neuen Gesellschaft ging auch die MEG auf, die ihren Direktionssitz im östlich von Güstrow gelegenen Malchin bezog. Als erste neue Strecke der Gesellschaft ging am 11. November 1864 die Verlängerung der Strecke aus Bützow von Güstrow über Malchin zum Bahnhof Neubrandenburg in Betrieb. Ende 1866 folge eine weitere Verlängerung in Richtung Osten über Woldegk bis zur mecklenburgisch-preußischen Landesgrenze bei Strasburg, wo Anschluss an eine preußische Bahnstrecke nach Stettin bestand. Zusammen mit der 1870 eröffneten Bahnstrecke Lübeck–Bad Kleinen gibt es seitdem eine durchgehende West-Ost-Verbindung durch Mecklenburg, eine direkte Relation Hamburg – Stettin war entstanden. Der Bahnhof Bützow wurde in den 1870er Jahren umgebaut, so dass Güstrow seitdem ohne Fahrtrichtungswechsel aus Richtung Hamburg und Schwerin erreichbar ist. 1882 eröffnete die Güstrow-Plauer Eisenbahn mit der Nebenbahn nach Plau am See (später bis zur preußischen Grenze bei Meyenburg verlängert) eine Verbindung vom Bahnhof Güstrow in südliche Richtung. Der Bahnhof Güstrow wurde erweitert und erhielt in diesem Jahr einen Ringlokschuppen mit 13 Ständen und einer Drehscheibe, der in den folgenden Jahrzehnten vergrößert wurde.
Zu den ersten größeren Güterverkehrskunden für den Bahnhof gehörte die Mecklenburgische Maschinen- und Wagenbau AG, die seit 1884 Fahrzeuge vor allem für die Bahnen der Firma Lenz & Co. herstellte. Bereits 1896 musste sie wieder den Bau von Schienenfahrzeugen einstellen. Nach mehreren Besitzerwechseln siedelte sich dort das nach dem Ersten Weltkrieg von Tongel’sche Stahlwerk an, das bis 1945 der größte stahlverarbeitende Betrieb in Norddeutschland war. Nach dem Zweiten Weltkrieg wurde die Werksanlagen demontiert.

### Güstrow als Eisenbahnknotenpunkt

Gleisplan des Bahnhofs aus der Zeit kurz vor dem Bahnhofsumbau 1895.

Gleise und Empfangsgebäude, Anfang des 20. Jahrhunderts.

Als wichtige Verbindung im Nord-Süd-Verkehr eröffnete der Deutsch-Nordische Lloyd die Bahnstrecke Neustrelitz–Warnemünde mit Anschluss Richtung Berlin und Kopenhagen. Diese berührte den Bahnhof Güstrow nicht, sondern kreuzte die Strecke nach Neubrandenburg im östlich von Güstrow gelegenen Bahnhof Lalendorf. Güstrow erhielt 1887 durch die Güstrow-Plauer-Eisenbahn mit der im nahegelegenen Bahnhof Priemerburg abzweigenden Bahnstrecke Priemerburg–Plaaz einen weiteren Anschluss an die Lloyd-Bahn. Zeitgleich baute die MFFE die Bahnstrecke Güstrow–Schwaan, die die kürzeste Verbindung nach Rostock herstellte. Der Bahnhof Güstrow war damit zu einem der wichtigsten Eisenbahnknoten in Mecklenburg geworden. Seine Bedeutung wuchs noch, nachdem in den 1890er Jahren die privaten Eisenbahngesellschaften verstaatlicht worden waren. Die MFFE übernahm einen Großteil der privaten Bahngesellschaften, darunter mit der Lloyd-Bahn und der Güstrow-Plauer Eisenbahn die in der Region Güstrow tätigen Gesellschaften. Ab Mitte der 1890er Jahre führte die MFFE die Fernzüge von Berlin nach Kopenhagen zwischen Lalendorf nach Rostock nicht mehr über die direkte Strecke, sondern über Güstrow. Die Rolle des Bahnhofs als Eisenbahnknoten wuchs damit weiter an. Hier kreuzten sich die wichtigste Ost-West und die wichtigste Nord-Süd-Verbindung in Mecklenburg. Der Bahnhof wurde 1895 umgebaut, der Personenbahnhof erhielt zwei neue Inselbahnsteige.
Seit 1896 war Güstrow auch mit Schiffen auf dem Wasserweg zu erreichen. Die Stadt erhielt einen Hafen am neu gebauten Bützow-Güstrow-Kanal, der mit dem Bahnhof Güstrow über eine kurze Hafenbahn verbunden war.
Ende der 19. und in den ersten Jahrzehnten des 20. Jahrhunderts siedelten sich im Umfeld des Bahnhofs mehrere größere Unternehmen an, die entsprechende Gleisanschlüsse erhielten. Dazu gehörten besaßen zwei Möbelfabriken, eine Brauerei, die Wollbörse und das Gaswerk, kurzzeitig in den 1910er Jahren eine Kartoffelveredlungsfabrik sowie weitere Betriebe der verarbeitenden Industrie Anschlüsse zum Güterbahnhof. Eine Zuckerfabrik existierte bis 1929. Nachdem sie abgebrannt war, entstand ein Neubau im Bereich Priemerburg.
Für den Handel mit landwirtschaftlichen Produkten entstanden zur Jahrhundertwende mehrere größere Speicher im Bahnhofsbereich, weitere Speicher folgten in den 1930er Jahren. In diesem Zusammenhang wurden die Güterverkehrsanlagen des Bahnhofs erneut umgebaut und erweitert. 1925 erhielt das Bahnbetriebswerk Güstrow völlig neue Anlagen am Strenzer Weg etwa 500 Meter nordwestlich der Bahnsteiganlagen. In den 1930er Jahren waren die verfügbaren Flächen für Industriebauten im Bahnhofsbereich komplett bebaut. Spätere Betriebe siedelten sich weiter der östlich an den Bahngleisen in Richtung Priemerburg an. Dazu gehörte unter anderem eine Munitionsfabrik im Priemer Wald. Nach dem Zweiten Weltkrieg wurde deren Areal bis Anfang der 1990er Jahre von der sowjetischen Armee genutzt.

### Nach dem Zweiten Weltkrieg

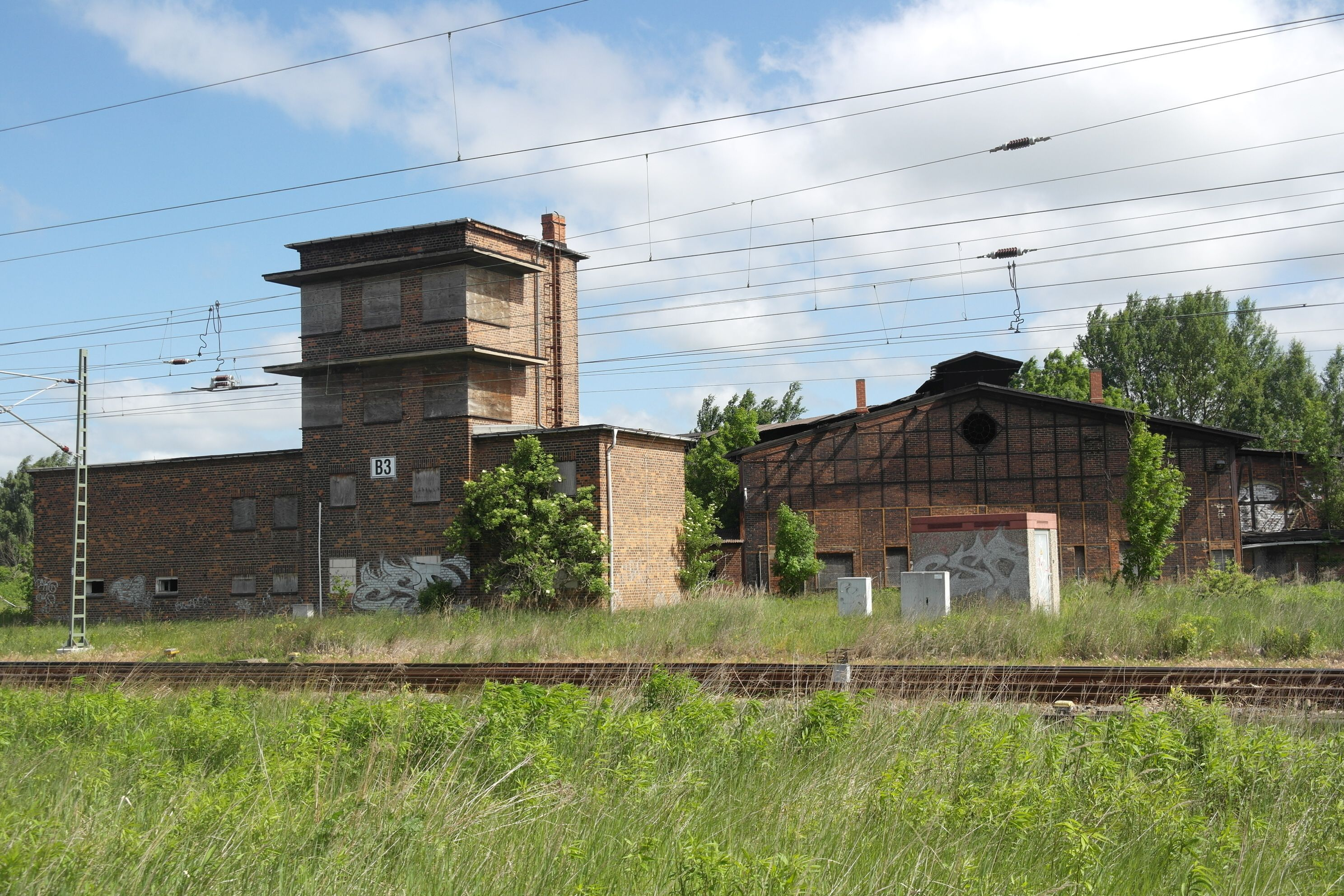
Ehemaliges Gleisbildstellwerk B3 (mittlerweile abgerissen) und denkmalgeschützter Lokschuppen nordwestlich der Bahnsteige

Nach Ende des Zweiten Weltkriegs wurden mehrere Strecken in der Region als Reparationsleistungen an die Sowjetunion abgebaut. Dies betraf unter anderem die Bahnstrecke Neustrelitz–Warnemünde zwischen Neustrelitz und Plaaz sowie Bützow–Schwaan–Rostock. Rostock war die ersten Jahre nach dem Krieg nur über die Nebenbahnverbindung Rostock–Plaaz–Güstrow Richtung Süden angebunden. Der vorher zweigleisige Streckenabschnitt Bützow–Güstrow–Lalendorf wurde auf ein Gleis zurückgebaut. Damit konzentrierte sich fast der gesamte Verkehr Richtung Rostock auf den Bahnhof Güstrow, wobei ein Großteil der Züge im Bahnhof die Fahrtrichtung wechseln mussten. Auch nachdem 1952 Rostock wieder direkt von Bützow aus erreichbar war, blieb der Bahnhof Güstrow im Reise- und Güterverkehr außerordentlich hoch belastet. Der Rangierbahnhof war der mit Abstand wichtigste im Norden der DDR, täglich gab es 30 Zugbildungen und -auflösungen. 1952 erhielt der Bahnhof als einer der ersten in der DDR neue Gleisbildstellwerke der Bauform II.
Mit dem Bau größerer Industrieanlagen im Norden der DDR wuchs die Bedeutung des Bahnhofs für den Güterverkehr weiter an. Eine kleine Erleichterung für den Bahnhof brachte eine 1951 eröffnete Verbindungsstrecke östlich des Bahnhofs Priemerburg zwischen den Strecken Richtung Neubrandenburg und Plaaz. Dadurch konnte ein Teil des Güterverkehrs den Bahnhof Güstrow umfahren. Zu einer größeren Entlastung kam es erst Anfang der 1960er Jahre mit dem Wiederaufbau der Strecke von Neustrelitz über Waren nach Plaaz, durch die Rostock und der dort neu entstandene Überseehafen direkt angebunden wurde, ohne dass der Bahnhof Güstrow angefahren wurde. Der Bahnhof Rostock Überseehafen löste Güstrow als größten Rangierbahnhof im Norden der DDR ab. Dennoch blieb der Güstrower Bahnhof für den Güter- wie für den Reiseverkehr eine der bedeutendsten Stationen der Region.
Im Dezember 1981 besuchte Bundeskanzler Helmut Schmidt im Rahmen eines dreitägigen Arbeitsbesuchs in der DDR auch Güstrow. Die Rückreise in die Bundesrepublik trat er mit einem Sonderzug vom Bahnhof Güstrow an. Vor der Rückfahrt besuchte er die Mitropa-Bahnhofsgaststätte, das dortige Personal war zuvor gegen Mitarbeiter des Ministeriums für Staatssicherheit ausgetauscht worden. Viele Medien in beiden Teilen Deutschlands berichteten von Schmidts Abfahrt vom Güstrower Bahnhof, wo DDR-Staatsratsvorsitzende Erich Honecker ihm zum Abschied einen Bonbon in das Zugfenster reichte.
1983 begannen die Arbeiten zur Elektrifizierung des Bahnhofs als Teil der Verbindung von Berlin nach Rostock. In diesem Rahmen wurde die Fußgängerbrücke über die Gleise an der Eisenbahnstraße abgebaut und durch eine Unterführung westlich der Straße ersetzt, von der auch die Bahnsteige direkt zu erreichen sind. Im Mai 1985 wurde der elektrische Fahrbetrieb im Bahnhof Güstrow und auf den Strecken nach Lalendorf und Schwaan aufgenommen. Im Dezember 1985 folgte die in Priemerburg abzweigende Strecke nach Plaaz und im April 1986 die Strecke nach Bützow.

### Nach 1990

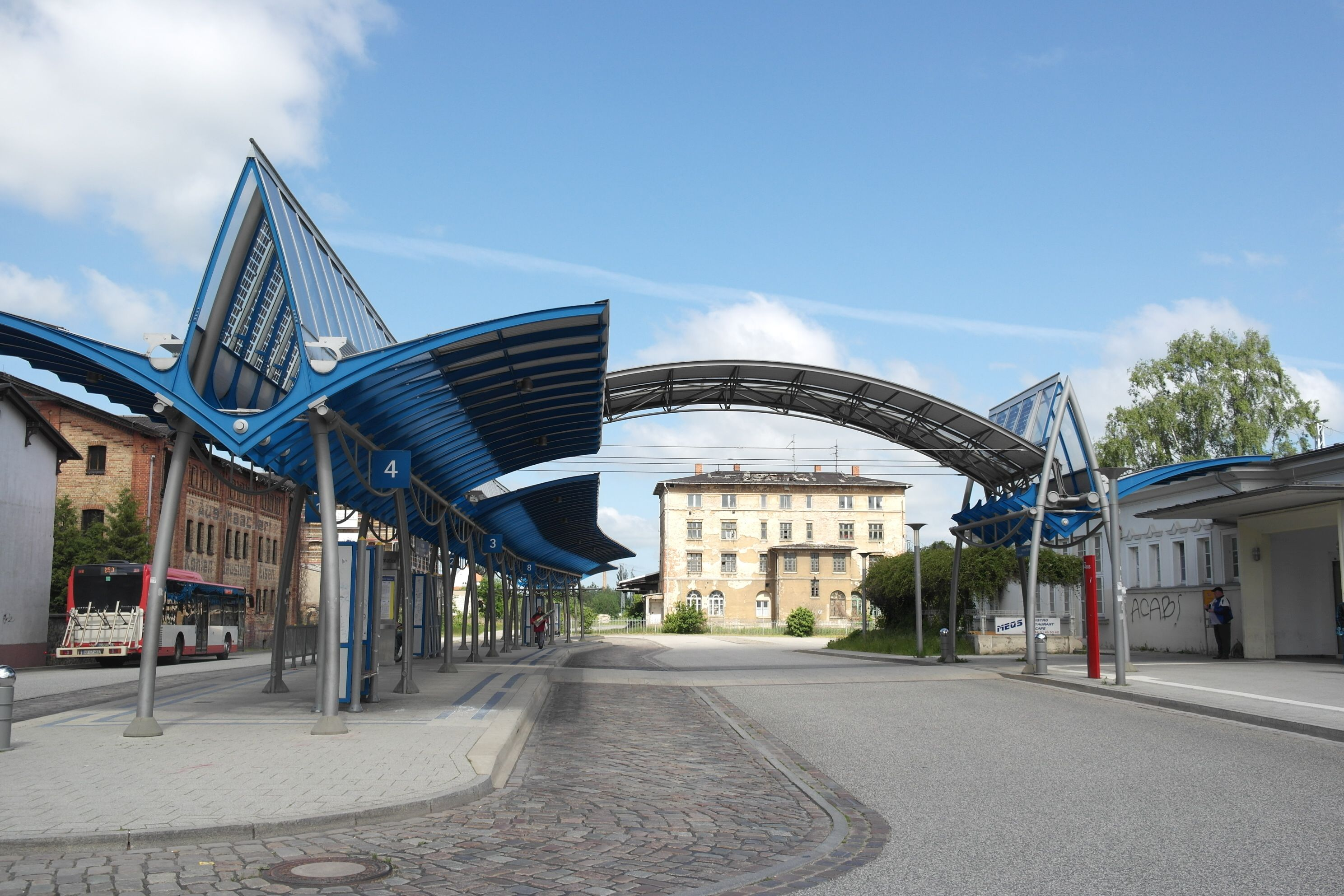
Busbahnhof, rechts der Zugang zum Empfangsgebäude.

Nach der Wende in der DDR ging in kurzer Zeit die Bedeutung des Bahnhofs für den Güterverkehr rapide zurück. Die Beschäftigtenzahl im Bahnhof sank binnen eines Jahres von 1124 (1989) auf 297 und ging später noch weiter zurück. 1995 wurde der Bahnhof als Gütertarifpunkt geschlossen. Ein Großteil der Gleisanlagen im Güterteil des Bahnhofs wurde abgebaut. 1998 endete der Regionalbahnverkehr in Richtung Waren (Müritz), im Jahr 2000 wurde der Reiseverkehr in Richtung Meyenburg vom Land Mecklenburg-Vorpommern abbestellt. Im gleichen Jahr endete die Bedienung des Bahnhofs durch den Fernverkehr, als die Interregio-Linie Rostock – Güstrow – Berlin eingestellt wurde. Nach der Jahrtausendwende gab es weitere Änderungen im Gleisplan, das nördliche Bahnsteiggleis wurde abgebaut. Die Weichen und Signale des Bahnhofs wurden an ein elektronisches Stellwerk angeschlossen, die örtlichen Stellwerke gingen außer Betrieb.
Um die Jahrtausendwende wurde der Busbahnhof verlegt. Anstelle der alten Anlage zwischen Empfangsgebäude und Eisenbahnstraße entstand ein Neubau vor dem Bahnhofsgebäude.

## Anlagen

### Aufbau

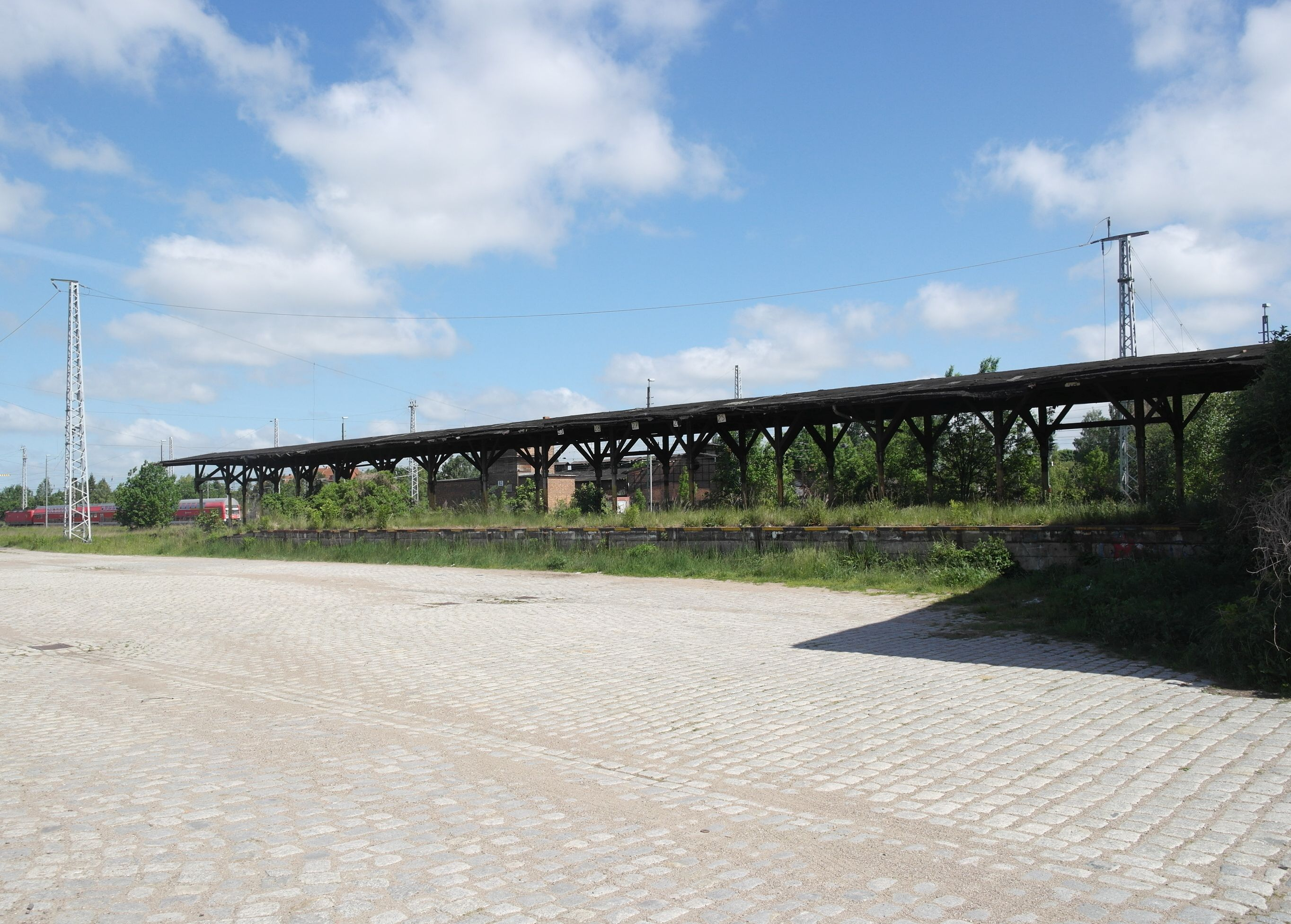
Ehemaliger Güterbahnhof

Die Personenverkehrsanlagen liegen im südöstlichen Teil des Bahnhofs, der Rangierbahnhof im nordwestlichen Teil. Hier verliefen bis zu 20 Gleise parallel. Nördlich des Rangierbahnhofs lag das Bahnbetriebswerk Güstrow. Zwischen Personen- und Rangierbahnhof befanden sich auf der Stadtseite der Gleise die Anlagen für den örtlichen Güterverkehr. Es gab eine Reihe von Anschlussgleisen vom Bahnhof aus. 1972 führten vom nordwestlichen Bereich des Rangierbahnhofs Anschlüsse zu einem Umspannwerk auf der Nord- und einem agrochemischen Zentrum auf der Südseite, vom zentralen Teil des Rangierbahnhofs zu einem Mastenlagerplatz und vom östlichen Teil des Bahnhofs zur Küchenmöbelfabrik. Die Güstrower Hafenbahn führte auf der Südseite der Gleisanlagen in einem Bogen zum Hafen am Bützow-Güstrow-Kanal und schloss ihrerseits eine Reihe von Betrieben an.

### Empfangsgebäude

Empfangsgebäude von Südosten, Anfang des 20. Jahrhunderts.

Das Bahnhofsgebäude wurde 1855 fertig gestellt und ist im Wesentlichen in seiner Struktur erhalten geblieben. Es ist ein zweigeschossiger symmetrischer Bau mit zwei vierachsigen Seitenrisaliten und einem sechsachsigen Zentralteil. 1895 erhielt es einen eingeschossigen Vorbau im Eingangsbereich zum Vorplatz hin. Dieser wurde zunächst zur Jahrhundertwende durch einen größeren Bau ersetzt, der wiederum 1926 einem Neubau weichen musste, welcher den Großteil der Straßenfront einnimmt. Hier wurden die Fahrkarten- und Gepäckschalter eingerichtet. Ein weiterer Vorbau entstand auf der Bahnsteigseite.

### Bahnsteige
Dem Empfangsgebäude ist der Hausbahnsteig 1 vorgelagert. Daran schließen sich zwei überdachte Inselbahnsteige mit den Gleisen 2 und 3 beziehungsweise 4 und 5 an. Das nordöstliche Gleis 5 wurde zur Jahrtausendwende abgebaut. Die Bahnsteige sind mit dem Empfangsgebäude durch eine Personenunterführung verbunden. Eine weitere Unterführung erschließt die Bahnsteige am südöstlichen Ende und verbindet die Wohngebiete auf beiden Seiten der Gleise.

### Weitere denkmalgeschützte Bauten

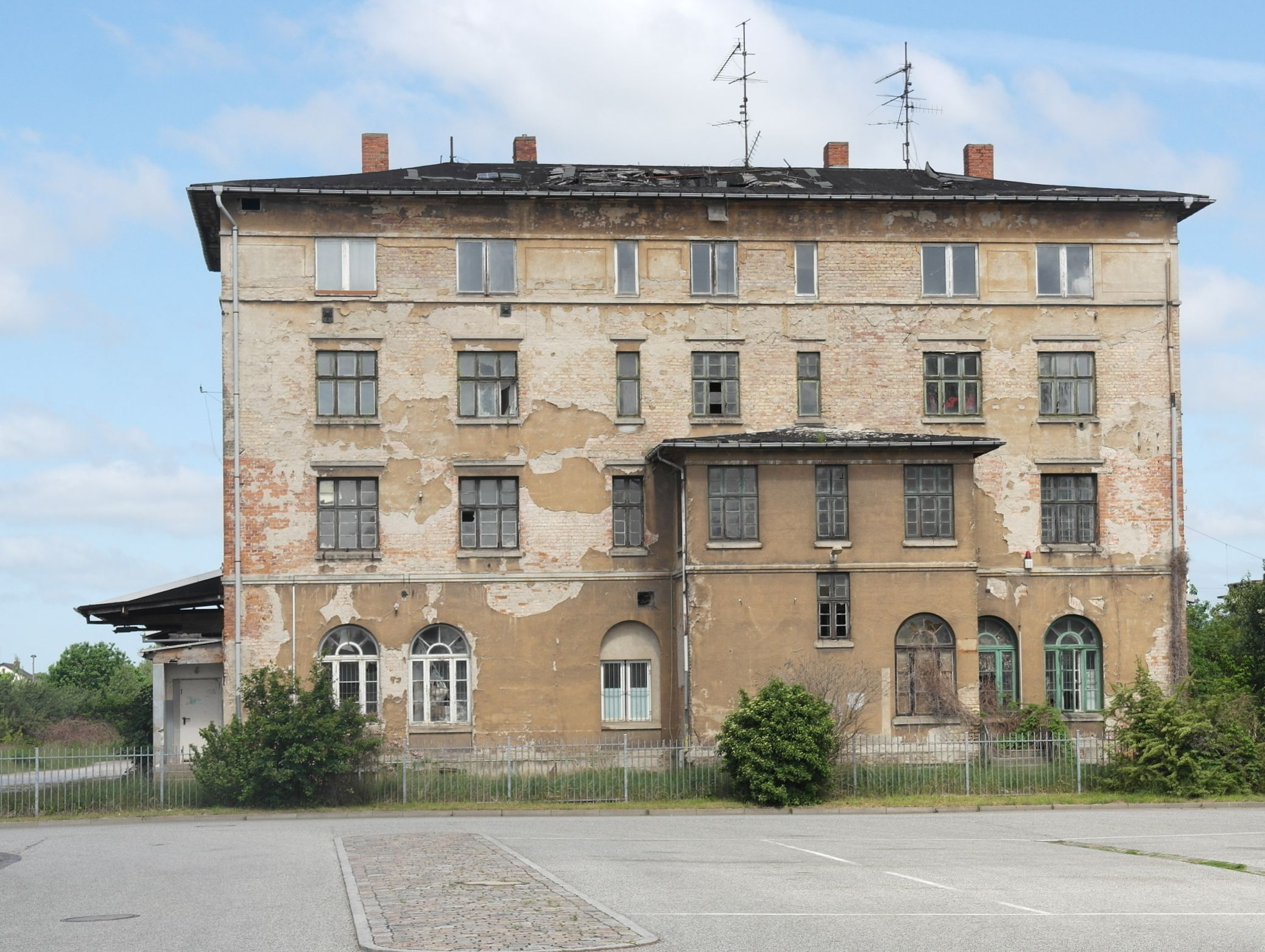
Ehemaliges Verwaltungsgebäude, 2018 weitgehend abgerissen.

Auf der Denkmalliste des Landkreises Rostock stehen der „Bahnhof mit Empfangsgebäude, Perronhalle, Bahnmeisterei, Stellwerk W 4, Verwaltungsgebäude, Lagerraum, Lokschuppen, Lokschuppen II mit Drehscheibe, Wasserturm“ Die Bahnmeisterei war in dem Gebäude der früheren Wasserstation auf der Nordseite der Gleisanlagen untergebracht. Diese war vermutlich mit der Eröffnung des Bahnhofs im Jahr 1850 in Betrieb gegangen.
Das denkmalgeschützte Verwaltungsgebäude des Bahnhofs stand westlich des Empfangsgebäudes am Zugang zum Güterbahnhof. Es war ein vierstöckiger Bau vom Ende des 19. Jahrhunderts. Nach jahrzehntelangem Leerstand war es wegen Baufälligkeit im Jahr 2018 mit Ausnahme der ersten Etage abgerissen worden.
Der eine der beiden Lokschuppen steht nordwestlich der Bahnsteige neben dem in den 2010er Jahren abgerissenen Stellwerk B3. Der zweite Lokschuppen befindet sich im Bahnbetriebswerk. Von den Stellwerken ist das denkmalgeschützte Stellwerk W4 auf der Ostseite der Eisenbahnstraße erhalten geblieben. Im Kern aus der Zeit um die Wende zum 20. Jahrhundert stammend, wurde es in den 1950er Jahren äußerlich modernisiert und im Inneren ein Gleisbildstellwerk eingerichtet. Der neuere Wasserturm des Bahnhofs stammt ebenfalls aus der Zeit um die Jahrhundertwende und steht an der Paradiesstraße südöstlich des Bahnhofs zur Stadt hin.

## Personenverkehr

### Vor dem Zweiten Weltkrieg
Von Ende des 19. Jahrhunderts bis zum Zweiten Weltkrieg wurde der Bahnhof Güstrow durchgehend von einem Tages- und einem Nachtzug in der Relation Berlin–Kopenhagen bedient. Hinzu kamen einige wenige Fernzüge zwischen Berlin und Rostock bzw. Warnemünde. In Ost-West-Richtung verkehrten jahrzehntelang ein oder zwei Schnellzugpaare zwischen Hamburg und Stettin.

### Zwischen 1945 und 1990

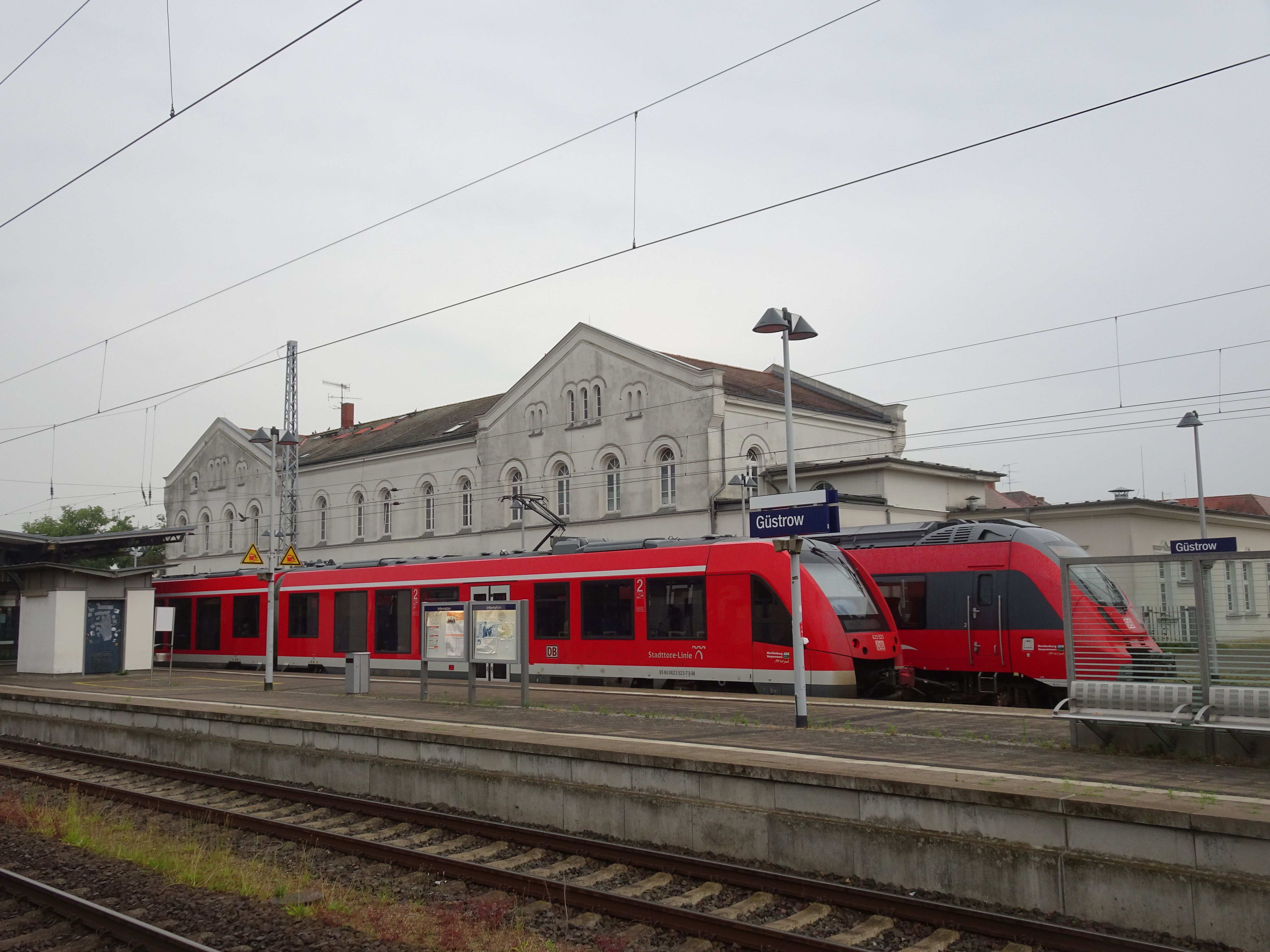
Bahnsteige mit Triebwagen auf der Linie RE4.

Aufgrund des Abbaus der direkten Verbindung von Neustrelitz über Waren nach Lalendorf und Plaaz verkehrten bis Anfang der 1960er Jahre die Schnellzüge zwischen Berlin und Rostock über Neubrandenburg und Güstrow. 1960 fuhren fünf Zugpaare in dieser Relation, darunter ein internationaler Zug Berlin–Kopenhagen.
Nach Wiedereröffnung der direkten Strecke verkehrten die Schnellzüge wieder über Waren (Müritz), bis Anfang der 1990er Züge bedienten in der Regel gut die Hälfte der Züge zwischen Berlin/Potsdam und Rostock den Bahnhof Güstrow. Im internationalen Verkehr hielt der nächtliche Ostsee-Express Berlin – Kopenhagen in Güstrow, der Tageszug Neptun nahm dagegen die direkte Strecke an Güstrow vorbei. Einige Jahre gab es im Sommer einen direkten Zug nach Budapest. Jahrzehntelang hielt in Güstrow ein Interzonenzugpaar Rostock – Potsdam – Leipzig – München. Auch in Richtung Hamburg fuhren zeitweise Interzonenzüge über Güstrow. Personenzüge fuhren von Güstrow nach Rostock über Schwaan, Bützow (teilweise weiter bis Schwerin), Rostock über Laage, Pritzwalk, Waren – Neustrelitz und Neubrandenburg – Pasewalk, in der Relation Rostock – Bützow – Pasewalk jahrzehntelang auch zwei Eilzugpaare.
Eine Besonderheit waren einige langlaufende Personenzüge, die den Bahnhof Güstrow berührten. Dazu gehörte von den 1950er bis Anfang der 1990er Jahre ein Zugpaar von Frankfurt (Oder) über Eberswalde, Fürstenberg, Neustrelitz, Güstrow, Bützow nach Schwerin. Diese Züge führten spezielle Wagen für sowjetische Militärangehörige, waren aber auch für den öffentlichen Verkehr zugelassen. Ebenfalls von den 1950ern bis Anfang der 1990er Jahre gab es Personenzugpaar, das fast das gesamte Gebiet der damaligen Reichsbahndirektion Schwerin durchquerte, und von Rostock über Schwaan, Güstrow (mit Fahrtrichtungswechsel), Bützow, Schwerin, Wittenberge nach Nauen fuhr.

### Nach 1990
In den 1990er Jahren wurde der Personenverkehr schrittweise vertaktet. Im Fahrplanjahr 1998/1999 bedienten folgende Linien den Bahnhof Güstrow:
| Linie | Linienverlauf | Takt                           |
| ----- | --- | ------------------------------ |
| IR    | Rostock Hbf – Güstrow – Waren (Müritz) – Neustrelitz Hbf – Oranienburg – Berlin Ostbahnhof – Berlin-Schönefeld Flughafen (– Chemnitz Hauptbahnhof / Dresden Hauptbahnhof / Frankfurt (Main) Hauptbahnhof) | 120 min                        |
| RE 4  | (Schwerin Hauptbahnhof–) Güstrow – Neubrandenburg – Pasewalk | 60 min                         |
| RB 5  | Güstrow – Karow (Meckl) – Meyenburg – Pritzwalk – Kyritz | 120 min                        |
| RB 9  | Rostock Hauptbahnhof – Laage (Meckl) – Güstrow | 120 min                        |
| S 3   | Warnemünde – Rostock Hauptbahnhof – Schwaan – Güstrow | 60 min (Mo–Fr) 120 min (Sa/So) |

Bereits 1997 war der Regionalverkehr von Güstrow in Richtung Waren (Müritz) eingestellt worden. Im Jahr 2000 wurden die Interregio-Züge zwischen Rostock und Berlin eingestellt und durch eine Regionalexpresslinie ersetzt. Im gleichen Jahr endete auch der Reisezugverkehr von Güstrow über Karow nach Meyenburg. Von 2002 bis 2014 bediente der private Fernzug InterConnex zwischen Rostock und Leipzig über Berlin den Bahnhof, danach wurde Güstrow nicht mehr von Fernreisezügen bedient.

### Aktuell
Im Fahrplanjahr 2024 boten sich mehrere Neuerungen im Verkehr. Nachdem mit der S 2X zunächst zusätzliche Express-S-Bahnen ohne Zwischenhalt nach Rostock Hbf angeboten wurden, wird mit dem RE 50 seit dem 29. April 2024 eine weitere Linie zwischen Rostock und Neustrelitz betrieben. Zusammen mit dem RE 5 ergibt sich somit nun ein stündliches Fahrtenangebot auf der Strecke in Richtung Berlin.
| Linie                 | Linienverlauf                                                                                         | Takt                                                      | EVU              |
| --------------------- | --- | --------------------------------------------------------- | ---------------- |
| RE 4                  | (Lübeck Hbf –) Bützow – Güstrow – Neubrandenburg – Pasewalk (– Szczecin Główny)                       | 60 min Bützow – Pasewalk auf den Außenabschnitten 120 min | DB Regio Nordost |
| RE 5                  | Rostock Hbf – Güstrow – Waren (Müritz) – Neustrelitz Hbf – Oranienburg – Berlin Hbf – Berlin Südkreuz | 120 min                                                   | DB Regio Nordost |
| RE 50                 | Rostock Hbf – Güstrow – Waren (Müritz) – Neustrelitz Hbf                                              | 120 min                                                   | DB Regio Nordost |
| S 2                   | Warnemünde – Rostock Hbf – Schwaan – Güstrow                                                          | 60 min (Mo–Fr) 120 min (Sa/So)                            | DB Regio Nordost |
| S 2X                  | Rostock Hbf – Güstrow                                                                                 | 3 Zugpaare (Mo–Fr)                                        | DB Regio Nordost |
| S 3                   | Warnemünde – Rostock Hbf – Laage (Meckl) – Güstrow                                                    | 60 min (Mo–Fr) 120 min (Sa/So)                            | DB Regio Nordost |
| Stand: 29. April 2024 | |                                                           |                  |